# Calendario dei santi (luteranesimo)
Il calendario dei santi luterano è un elenco delle principali festività ed eventi che sono celebrati liturgicamente dalla Chiesa luterana. Esso può variare a seconda delle chiese luterane. Quello di seguito indicato è in uso principalmente negli Stati Uniti, dalla Chiesa evangelica luterana in America (ELCA) e dalla Chiesa Luterana-Sinodo del Missouri (LCMS)

## Struttura
Il calendario luterano opera su due cicli differenti: quello di Natale e quello di Pasqua. È all'interno di questi due cicli che ricadono tutti gli eventi da commemorarsi.
Poiché Pasqua cambia data ogni anno, sulla base dell'equinozio di primavera e delle fasi lunari, è definita festa mobile.
Le date che vengono influenzate dalla definizione di una data per la Pasqua sono il Battesimo del Signore, il Mercoledì delle Ceneri, l'inizio della Quaresima, l'inizio della Pasqua stessa, la Pentecoste e la Trinità.
Anche l'avvento è una festa mobile e cade esattamente due domeniche prima del giorno di Natale; se il Natale stesso cade di domenica, quest'ultima non viene contata. Un altro modo in uso per calcolare la data dell'avvento è quello di scegliere la domenica più vicina al 30 novembre, che è la festività di sant'Andrea. Come per i calendari liturgici delle altre chiese d'occidente il primo giorno dell'Avvento è il primo giorno dell'anno liturgico.
Gli eventi commemorati dal calendario luterano si dividono in tre categorie: Festività maggiori, festività minori e commemorazioni.

### Festività maggiori
Le festività maggiori sono:
- la Natività del Signore
- l'Epifania
- il Battesimo del Signore
- la Trasfigurazione di Cristo
- l'Annunciazione
- la Domenica delle Palme
- la Pasqua
- l'Ascensione
- la Pentecoste
- la Festività della Santa Trinità
- Ognissanti
- il Cristo Re

Molte di queste feste sono collegate alla festa mobile della Pasqua. Le feste hanno precedenza su tutti gli altri giorni comprese le domeniche, ed hanno una propria colletta e un proprio prefazio eucaristico. Tra le feste, il periodo natalizio dura 12 giorni, dal 25 dicembre fino al 5 gennaio, mentre il periodo pasquale dura 50 giorni (dalla domenica di pasqua fino a pentecoste compresa). Anche le domeniche del periodo pasquale sono parte della festività. L'ascensione, che cade il quarantesimo giorno di pasqua, avviene sempre di giovedì, ma talvolta è trasferita alla settima domenica di pasqua in aggiunta o al posto della celebrazione pasquale prevista per quel giorno.
Esiste un ulteriore tipo di festa, che pur non essendo propriamente tale, ha lo stesso valore. Sono chiamati "Giorni di speciale devozione" e sono il Mercoledì delle Ceneri e i giorni della Settimana Santa, in particolare il Venerdì Santo.
Questi giorni particolari, come in altri casi, hanno la precedenza su ogni altro evento del calendario e talvolta prendono il posto di altre feste. Ad esempio nel 2005 il 25 marzo era lo stesso giorno per l'annunciazione e il venerdì santo, e l'annunciazione fu trasferita al 28 marzo per lasciare spazio all'altra festa.
Una caratteristica unica del calendario ELCA è che lascia alle congregazioni la scelta tra due date per la festività della Trasfigurazione.
Come la maggioranza delle chiese d'Occidente, l'ELCA ha spostato la Trasfigurazione dalla sua data del 6 agosto all'ultima domenica dopo l'Epifania, nello sforzo di indurre ad una maggiore partecipazione e osservanza della festa le varie congregazioni.
Tuttavia la data originale fu lasciata in calendario, lasciando alle congregazioni la scelta sul quando commemorare la festività, e aprendo la possibilità che la festa fosse commemorata due volte in un anno.

### Feste minori
Ci sono eventi associati alla vita di Cristo o degli Apostoli che meritano attenzione propria. Le festività minori non hanno priorità su quelle maggiori e tecnicamente non l'hanno nemmeno sulle domeniche ordinarie.
In ogni caso il Libro Luterano della Devozione permette la celebrazione di una festività minore in quelle domeniche il cui colore di calendario sarebbe verde. Ciò significa che permette la celebrazione in periodi quali il dopo-Epifania e il dopo-Pentecoste o durante le domeniche di Natale.
Questo non vale per le feste patronali. Non vale, cioè, per le feste che commemorano il santo o l'evento da cui la congregazione prende il nome.
Se, inoltre, queste festività dovessero cadere durante la Quaresima, l'Avvento o la Pasqua, non solo non potranno venire celebrate di domenica, ma dovranno venire spostate al successivo primo giorno utile della settimana.
La maggior parte delle festività minori hanno la propria colletta, ovvero una preghiera recitata o cantata dal sacerdote che raccoglie le orazioni di tutti i fedeli e che si colloca prima della prima lettura. Alcune, come Ognissanti, hanno anche una propria liturgia.

## Commemorazioni
Sono chiamate commemorazioni le feste relative a quelle persone o avvenimenti che hanno segnato la vita della Chiesa e la storia del luteranesimo. Questi giorni non hanno precedenza sugli altri giorni festivi e nel caso di sovrapposizione di date fra una commemorazione e una festa di qualunque rango, la commemorazione di solito viene spostata al primo giorno libero successivo. Se la commemorazione cade in un giorno di colore liturgico verde, la colletta propria della commemorazione può essere mantenuta. Ad esempio se il 13 settembre è una domenica e tuttavia si desidera commemorare Giovanni Crisostomo, il pastore può dire il comune dei teologi e poi la preghiera del giorno oppure il comune dei teologi proprio. Si può inoltre menzionare il santo nella preghiera dei fedeli oltre alla colletta opportuna. Infine si può descrivere brevemente la vita della persona commemorata legandola alle letture della giornata in un modo o nell'altro.
In caso di conflitto fra commemorazioni (ad esempio l'11 novembre Martino di Tours e Søren Kierkegaard), non c'è un ordine di precedenza e sta a chi pianifica il culto scegliere la commemorazione. In certi casi sono commemorate contemporaneamente diverse persone (il 14 giugno Basilio Magno, Gregorio Nazianzeno e san Gregorio di Nissa) per l'affinità dei personaggi. Essi si celebrano insieme e non si deve scegliere l'uno o l'altro.
L'ordine delle commemorazioni nel calendario ELCA è stato pensato perché ci sia almeno una persona rappresentativa di ogni secolo, per marcare la continuità della tradizione cristiana. Chiaramente alcuni secoli hanno più commemorazioni di altri, in particolare il numero più alto è presente nei primi quattro secoli della storia del cristianesimo e nell'epoca  subito dopo la Riforma. Rimangono più vuoti i periodi compresi fra il V e il XV secolo e fra il XVI e il XX, tuttavia è un miglioramento rispetto ai calendari in cui comparivano quasi unicamente gli uomini vissuti in età patristica o dell'epoca della riforma.

## Differenze con gli altri calendari
Il calendario luterano è molto simile al calendario della chiesa episcopale e quindi a quello della chiesa anglicana. Tutti questi hanno una somiglianza con l'analogo Calendario dei santi della chiesa cattolica.
Comunque il Luterano presenta differenze consistenti, oltre ad un ovvio forte accento tipicamente luterano.
Anzitutto, sebbene commemori i medesimi eventi o persone lo fa in date diverse.
In secondo luogo commemora anche figure di spicco, come artisti o musicisti connessi con la chiesa, ma cui di solito non si pensa come a santi nel senso classico del termine. L'intento, tipicamente luterano, è quello di fornire un'ampia possibilità di commemorazione di quanti abbiano servito la chiesa nella varietà delle loro diverse vocazioni, anziché esaltare solo la vocazione religiosa rispetto alle altre.
Inoltre non vi è uso del titolo di santo per altri che non siano personaggi biblici, ed anche in questo caso il titolo viene usato con una certa parsimonia. Questo per prevenire dizioni che possono risultare troppo inconsuete come "San Nicolò Copernico".
Oltre a ciò, con  questo si intende anche sottolineare il sacerdozio di tutti i credenti. Ciononostante persone cui ci si sia tradizionalmente riferiti come a santi, mantengono il loro appellativo. Un esempio è Francesco d'Assisi, tutt'oggi chiamato San Francesco.
Va inoltre notato come, diversi stati e diverse comunità presentino differenze nei calendari in relazione a chi viene commemorato e quando. Questo mira a riflettere le specificità delle singole comunità e delle loro storie.
Ad esempio vale menzionare che i calendari delle comunità luterane americane dedicano poca (e talvolta nulla) attenzione dedicata a figure che vengono commemorate nelle regioni scandinave. Ad esempio la festa di Santa Lucia del 13 dicembre non compare, sebbene in Svezia sia una figura particolarmente popolare ed amata.
Infine va ricordato che il calendario luterano ELCA non commemora personaggi dell'Antico Testamento, mentre la chiesa Cattolica e Ortodossa sì. Inoltre anche altri calendari luterani lo fanno, come quelli delle chiese che fanno riferimento al Sinodo del Missouri.

## Calendario dei Santi: come si presenta
La lista presentata nel calendario è strutturata in questo modo: anzitutto si specifica il nome dell'evento che si commemora, poi che tipo di festività sia (maggiore o minore), poi il paese in cui si osserva la festività nel caso non sia comunemente commemorata in quella data negli USA.
Per le persone si specifica il ruolo avuto in vita e si utilizza, come data, quella della morte o nascita celeste. Infine si trova spesso una lettera (W, R o P) a chiusura della dicitura: indica il tipo di tonaca che indosserà il celebrante nella commemorazione.

Qualora la commemorazione non sia comune al calendario ELCA ed a quello LCMS, viene specificato a quale dei due faccia riferimento.

### Gennaio
- 1 Santo Nome di Gesù (Festa minore) W
- 2 Johann Konrad Wilhelm Löhe, pastore, 1872 (commemorazione)
- 6 Epifania di nostro Signore (Festa) W
- 10 Basilio Magno, vescovo di Caesarea, 379; Gregorio di Nazianzo, vescovo di Costantinopoli, c. 389; Gregorio, vescovo di Nissa, c. 385 (commemorazione) W – LCMS
- 17 Antonio d'Egitto, rinnovatore della Chiesa, c. 356 (commemorazione) W
  - Pacomio, rinnovatore della Chiesa, 346 (commemorazione) W - ELCA
- 18 Confessione di San Pietro (Festa minore) W
  - Inizia la Settimana di Preghiera per l'Unità Cristiana
- 19 Enrico, vescovo di Uppsala, missionario della Finlandia, martire, 1156 (commemorazione) R – ELCA
- 20 Sara, matriarca (commemorazione) W – LCMS
- 21 Agnese, martire (commemorazione) R - ELCA
- 24 Timoteo, pastore (Festa minore) W - LCMS
- 25 Conversione di San Paolo (Festa minore) W
  - Termina la Settimana di Preghiera per l'Unità Cristiana
- 26 Timoteo, Tito, e Sila, missionari (commemorazione) – ELCA
  - San Tito, pastore (Festa minore) W - LCMS
- 27 Lydia, Tabita di Giaffa, e Phoebe (commemorazione) – ELCA
  - Giovanni Crisostomo, vescovo di Costantinopoli, 407 (commemorazione) W – LCMS
- 28 Tommaso d'Aquino, dottore, 1274 (commemorazione) W – ELCA

### Febbraio
- 2 Presentazione di nostro Signore (Festa minore) W
- 3 Ansgar, arcivescovo di Amburgo, missionario in Danimarca e Svezia, 865 (commemorazione) W – ELCA
- 5 Martiri del Giappone, 1597 (commemorazione) R – ELCA
  - Giacobbe, patriarca (commemorazione) W – LCMS
- 10 Sila, apostolo (commemorazione) W – LCMS
- 13 Aquila e Priscilla e Apollo (commemorazione) W – LCMS
- 14 Cirillo (869) e Metodio (885), missionari presso i popoli Slavi (commemorazione) W – ELCA
  - san Valentino, martire, 270 (commemorazione) R – LCMS
- 15 Filemone e Onesimo (commemorazione) W – LCMS
- 16 Filippo Melantone, confessore, 1560 (commemorazione) R – LCMS
- 18 Martin Lutero, dottore e confessore, rinnovatore della Chiesa 1546 (commemorazione) W
  - Rasmus Jensen, pastore 1620 (commemorazione) W – ELCA
- 23 Policarpo, vescovo di Smirne, martire 156 (commemorazione) R
- 24 Mattia, apostolo (festa minore) R – LCMS
- 25 Elizabeth Fedde, diaconessa 1921 (commemorazione) – ELCA

### Marzo
- 1 George Herbert, prete, 1633 (commemorazione) W – ELCA
- 2 John 1791 e Charles Wesley 1788, preti, rinnovatori della Chiesa (commemorazione) W – ELCA
- 7 Perpetua, Felicita e compagni, martiri a Cartagine 202 (commemorazione) R
- 10 Harriet Tubman, 1913; Sojourner Truth, 1883; rinnovatori della società (commemorazione) W – ECLA
- 12 Gregorio Magno, vescovo di Roma 604 (commemorazione) W – ELCA
- 17 Patrizio, vescovo, missionario dell'Irlanda 461 (commemorazione) W
- 19 Giuseppe, padre di nostro Signore (festa minore) W
- 21 Thomas Cranmer, Arcivescovo di Canterbury, martire 1556 (commemorazione) R – ELCA
- 22 Jonathan Edwards, docente, missionario 1758 (commemorazione) W - ELCA
- 24 Oscar Afnulfo Romero, vescovo di El Salvador, martire, 1980 (commemorazione) R – ELCA
- 25 Annunciazione di Nostro Signore (festa) W
- 29 Hans Nielsen Hauge, rinnovatore della Chiesa  1824 (commemorazione) W – ELCA
- 31 John Donne, prete1631 (commemorazione) – ELCA
  - Giuseppe, patriarca (commemorazione) W – LCMS

### Aprile
- 4 Benedetto l'Africano, confessore 1589 (commemorazione) W
- 6 Albrecht Dürer, artista 1589 (commemorazione) W
  - Michelangelo Buonarroti, artista 1528 (commemorazione) W
  - Lucas Cranach, artista 1557 (commemorazione) W
- 9 Dietrich Bonhoeffer, teologo, martire 1945 (commemorazione) R – ELCA
- 10 Michele Agricola, vescovo di Turku 1557 (commemorazione) W – ELCA
- 19 Olavus Petri, prete, 1552; Laurentius Petri, Arcivescovo di Uppsala, 1573 (commemorazione) W – ELCA
- 20 Johannes Bugenhagen, pastore, 1558 (commemorazione) – LCMS
- 21 Anselmo, Arcivescovo di Canterbury, teologo 1109 (commemorazione) W
- 22 Día de la Creación (Lesser Festival) W – ELCA
- 23 Toyohiko Kagawa, rinnovatore della società, 1960 (commemorazione) W - ELCA
- 24 Johann Walter, musicista, 1570 (commemorazione) W – LCMS
- 25 Marco, evangelista (festa minore) R
- 29 Caterina da Siena, teologa, 1380 (commemorazione) W – ELCA

### Maggio
- 1 Filippo e Giacomo il Minore, apostoli (festa minore) R
- 2 Atanasio, vescovo di Alessandria, 373 (commemorazione) W
- 4 Monica, madre di Agostino, 387 (commemorazione) W – ELCA
  - Friedrich Wyneken, pastore, missionario, 1864 (commemorazione) W – LCMS
- 5 Federico il Saggio, principe cristiano, 1525 (commemorazione) W – LCMS
- 7 Carl F. W. Walther, pastore, teologo, 1887 (commemorazione) W – LCMS
- 8 Vittore il Moro, martire, 303 (commemorazione) R – ELCA
  - Giuliana di Norwich, rinnovatore della Chiesa, c. 1416 (commemorazione) W – ELCA
- 9 Nikolaus Ludwig von Zinzendorf, rinnovatore della Chiesa, innografo, 1760 (commemorazione) W – ELCA
  - Giobbe, patriarca (commemorazione) W – LCMS
- 11 Cirillo 869 e Metodio 885, missionari degli slavi (commemorazione) W – LCMS
- 14 San Mattia, apostolo (Festa minore) R – ELCA
- 18 Erik, re di Svezia, martire, 1160 (commemorazione) R – ELCA
- 19 Elena, madre di Costantino, c. 330 (commemorazione) W - ELCA
- 21 Costantino, Imperatore di Roma, 337 ed Elena, madre di Constantino (commemorazione) W – LCMS
- 23 Ludwig Ingwer Nommensen, missionario a Sumatra, 1918 (commemorazione) W
- 24 Niccolò Copernico, 1543; Leonhard Euler, 1783; insegnanti (commemorazione) W – ELCA
  - Ester, matriarca, (commemorazione) W – LCMS
- 25 Beda, Teologo, 735 (commemorazione) R – LCMS
- 27 Giovanni Calvino, rinnovatore della Chiesa, 1564 (commemorazione) W – ELCA
- 29 Juraj Tranovský, innografo, 1637 (commemorazione) W – ELCA
- 31 La Visitazione (festa minore) W

### Giugno
- 1 Giustino, martire a Roma, c. 165 (commemorazione) R
- 3 Giovanni XXIII, vescovo di Roma, 1963 (commemorazione) W – ELCA
  - Martiri dell'Uganda, 1886 (commemorazione) R – ELCA
- 5 Bonifacio, Arcivescovo di Magonza, missionario in Germania, martire, 754 (commemorazione) R
- 7 Chief Seattle, capo della Duwamish Confederacy, 1866 (commemorazione) W – ELCA
- 9 Columba di Iona, 597; Aidano di Lindisfarne, 651; Beda, 735; insegnanti (commemorazione) W – ELCA
- 11 San Barnaba, Apostolo (festa minore) R
- 12 Primo Concilio di Nicea, 325 (commemorazione) W – LCMS
- 14 Basilio Magno, vescovo di Cesarea, 379; Gregorio di Nazianzo, vescovo di Costantinopoli, c. 389; Gregorio, vescovo di Nissa, c. 385 (commemorazione) W – ELCA
  - Macrina, teologo, c. 379 (commemorazione) W – ELCA
  - Eliseo, profeta (commemorazione) R – LCMS
- 21 Onesimos Nesib, traduttore, evangelizzatore, 1931 (commemorazione) W – ELCA
- 24 La Natività di San Giovanni Battista (festa minore) W
- 25 Presentazione della Confessione di Augusta 1530 (festa minore) W
  - Filippo Melantone, rinnovatore della Chiesa, 1560 (commemorazione) W – ELCA
- 26 Geremia, profeta (commemorazione) R – LCMS
- 27 Cirillo, vescovo di Alessandria, 444 (commemorazione) R
- 28 Ireneo, vescovo di Lione, c. 202 (commemorazione) W
- 29 San Pietro e San Paolo, apostoli (festa minore) R

### Luglio
- 1 Catherine Winkworth, 1878; John Mason Neale, 1866; innografi (commemorazione) W – ELCA
- 3 Tommaso, apostolo (festa minore) R – ELCA
- 6 Jan Hus, martire, 1415 (commemorazione) R – ELCA
  - Isaia, profeta (commemorazione) R – LCMS
- 11 Benedetto da Norcia, Abate di Monte Cassino, c. 540 (commemorazione) W – ELCA
- 12 Nathan Söderblom, Arcivescovo di Uppsala, 1931 (commemorazione) W – ELCA
- 16 Ruth, matriarca (commemorazione) W – LCMS
- 17 Bartolomeo de Las Casas, missionario nelle Indie, 1566 (commemorazione) W – ELCA
- 20 Elia, profeta (commemorazione) R – LCMS
- 21 Ezechiele, profeta (commemorazione) R – LCMS
- 22 Maria Maddalena (festa minore) W
- 23 Brigida di Svezia, 1373 (commemorazione) W – ELCA
- 25 Giacomo Maggiore, Apostolo (festa minore) R
- 28 Johann Sebastian Bach, 1750, musicista (commemorazione) W
  - Heinrich Schütz, 1672; Georg Friedrich Händel, 1759; musicisti (commemorazione) W
- 29 Maria, Marta e Lazzaro di Betania (commemorazione) W
  - Olaf, Re di Norvegia, martire, 1030 (commemorazione) R – ELCA
- 31 Giuseppe di Arimatea (commemorazione) W – LCMS

### Agosto
- 3 Giovanna, Maria di Cleofa, and Salome, donne portatrici di mirra (commemorazione) W – LCMS
- 6 Trasfigurazione di nostro Signore (Festival) W
- 8 Domenico, prete, fondatore dell'Ordine dei Predicatori 1221 (commemorazione) W – ELCA
- 10 Lorenzo, diacono, martire 258 (commemorazione) R
- 12 Chiara, rinnovatore della Chiesa, 1253 (commemorazione) W – ELCA
- 13 Florence Nightingale, 1910; Clara Maass, 1901; rinnovatori della società (commemorazione) W – ELCA
- 14 Maximilian Kolbe, 1941; Kaj Munk, 1944, martiri (commemorazione) R – ELCA
- 15 Maria, Madre di Nostro Signore (Festa minore) W
- 16 Isacco, patriarca (commemorazione) W – LCMS
- 17 Johann Gerhard, teologo, 1637 (commemorazione) W – LCMS
- 19 Bernardo, abate di Chiaravalle, innografo, teologo 1153 (commemorazione) W – LCMS
- 20 Bernardo, abate di Chiaravalle, innografo, teologo 1153  (commemorazione) W – ELCA
  - Samuele, profeta (commemorazione) R – LCMS
- 24 Bartolomeo, apostolo (festa minore) R
- 27 Monica, madre di Agostino 387 (commemorazione) W – LCMS
- 28 Agostino, vescovo di Ippona, 430 (commemorazione) W
  - Mosè l'Etiope, monaco c. 400 (commemorazione) W - ELCA
- 29 Martirio di San Giovanni Battista (festa minore) R – LCMS

### Settembre
- 1 Giosuè, profeta (commemorazione) R – LCMS
- 2 Nikolaj Frederik Severin Grundtvig, vescovo, rinnovatore della Chiesa, 1872 (commemorazione) W – ELCA
  - Anna, matriarca (commemorazione) W – LCMS
- 3 Gregorio Magno, vescovo di Roma, 604 (commemorazione) W – LCMS
- 4 Mosè, profeta (commemorazione) R – LCMS
- 5 Zaccaria, profeta, ed Elisabetta, matriarca (commemorazione) R – LCMS
- 9 Pietro Claver, prete, missionario in Colombia, 1654 (commemorazione) – ELCA
- 13 Giovanni Crisostomo, vescovo di Costantinopoli, 407 (commemorazione) W – ELCA
- 14 Santa Croce (festa minore) R
- 16 Cipriano, vescovo di Cartagine, martire, c. 258 (commemorazione) R
- 17 Roberto Bellarmino, (Montepulciano, 4 ottobre 1542 – Roma, 17 settembre 1621) - cardinale, teologo e scrittore italiano
- 18 Dag Hammarskjöld, operatore di pace, 1961 (commemorazione) W – ELCA
- 20 Nelson Wesley Trout, vescovo, 1996 (commemorazione) W – ELCA
- 21 San Matteo, Apostolo ed Evangelista (festa minore) R
- 22 Giona, profeta (commemorazione) R – LCMS
- 23 San Pio da Pietrelcina sacerdote, Frate cappuccino, confessore
- 29 San Michele e tutti gli Angeli (festa minore) W
- 30 Gerolamo, traduttore, insegnante, 420 (commemorazione) W

### Ottobre
- 4 Francesco d'Assisi, rinnovatore della Chiesa, 1226 (commemorazione) W – ELCA
  - Theodor Fliedner, rinnovatore della società, 1864 (commemorazione) W – ELCA
- 6 William Tyndale, traduttore, martire, 1536 (commemorazione) R – ELCA
- 7 Henry Melchior Muhlenberg, missionari in America, 1787 (commemorazione) W
- 9 Abramo, patriarca (commemorazione) W – LCMS
- 11 San Filippo, diacono (commemorazione) W – LCMS
- 14 Giorno del Ringraziamento (Canada) W – ELCA
  - Massie L. Kennard, rinnovatore della Chiesa, 1996 (commemorazione) W – ELCA
- 15 Teresa d'Avila, insegnante, rinnovatore della Chiesa, 1582 (commemorazione) W – ELCA
- 17 Ignazio, vescovo di Antiochia, martire, c. 115 (commemorazione) R
- 18 San Luca, Evangelista (festa minore) R
- 23 Giacomo, fratello del Signore, fratello di Gesù e martire, c. 62 (Festa minore) R
- 25 Lydia, Dorcas (Tabitha), e Febe, donne fedeli (commemorazione) – LCMS
- 26 Philipp Nicolai, 1608; Johann Heermann, 1647; Paul Gerhardt, 1676; innografi (commemorazione) W
- 28 San Simone e San Giuda, Apostoli (festa minore) R
- 31 Giorno della Riforma (festa minore) R

### Novembre
- 1 Ognissanti (festa) W
- 3 Martino de Porres, rinnovatore della società 1639 (commemorazione) W – ELCA
- 7 John Christian Frederick Heyer, 1873; Bartholomaeus Ziegenbalg, 1719; Ludwig Nommensen, 1918, missionari (commemorazione) W – ELCA
- 8 Johann von Staupitz, Confessore del padre di Lutero 1524 (commemorazione) W – LCMS
- 9 Martin Chemnitz, dottore, 1586 (commemorazione) W – LCMS
- 11 Martino, vescovo di Tours, 397 (commemorazione) W
  - Søren Aabye Kierkegaard, dottore, 1855 (Commemoration) W – ELCA
- 14 Imperatore Giustiniano, confessore, 565 (commemorazione) W – LCMS
- 17 Elisabetta, principessa di Ungheria, 1231 (commemorazione) W – ELCA
- 19 Elisabetta, Principessa di ungheria, 1231 (commemorazione) W – LCMS
- 23 Clemente, vescovo di Roma, c. 100 (commemorazione) W
  - Miguel Agustín Pro, prete, martire, 1927 (commemorazione) R – ELCA
- 24 Justus Falckner, 1723; Jehu Jones, 1852, William Passavant, 1894, preti (commemorazione) W – ELCA
- 25 Isaac Watts, innografo, 1748 (commemorazione) W – LCMS
- 29 Noè, profeta (commemorazione) R – LCMS
- 30 Sant'Andrea, Apostolo (festa minore) R

### Dicembre
- 3 Francesco Saverio, missionario in Asia, 1552 (commemorazione) W – ELCA
- 4 Giovanni Damasceno, prete, confessore 749 (commemorazione) R
- 6 Nicola, vescovo di Myra, c. 342 (commemorazione) W
- 7 Ambrogio, vescovo di Milano, 397 (commemorazione) W
- 13 Lucia, martire, 304 (commemorazione) R
- 14 Giovanni della Croce, rinnovatore della chiesa, 1591 (commemorazione) W – ELCA
- 16 Las Posadas, Messico (festa minore) P – ELCA
- 17 Daniele ed i tre giovani profeti, (commemorazione) R – LCMS
- 19 Adamo, patriarca, ed Eva, matriarca (commemorazione) W – LCMS
- 20 Katharina von Bora, religiosa, 1552 (commemorazione) W
- 21 San Tommaso, Apostolo (festa minore) R – LCMS
- 24 Vigilia di Natale (festa) W
- 25 Natività di Nostro Signore (festa) W
- 26 Santo Stefano, Diacono e martire (festa minore) R
- 27 San Giovanni, Apostolo ed evangelista (festa minore) W
- 28 I santi Innocenti, martiri (festa minore) R
- 29 Davide, profeta (commemorazione) R – LCMS